# Lecudina criodrilii
Lecudina criodrilii is een soort in de taxonomische indeling van de Myzozoa, een stam van microscopische parasitaire dieren. Het organisme komt uit het geslacht Lecudina en behoort tot de familie Lecudinidae. Lecudina criodrilii werd in 1931 ontdekt door Sciacchitano.